# گوی‌تپه (آق‌دام)
گوی‌تپه (ترکی آذربایجانی: Göytəpə) یک منطقهٔ مسکونی در جمهوری آرتساخ است که در استان آسکران واقع شده‌است.